# Achar (Tacuarembó)
Achar é uma localidade uruguaia do departamento de Tacuarembó, na zona sul do departamento, banhada pelo Arroyo Cardozo. Está situada a 79 km da cidade de Tacuarembó, capital do departamento.

## Toponímia
O nome da localidade se refere ao ato de "Hachar", ou seja, cortar lenha. 

## População
Segundo o censo de 2011 a localidade contava com uma população de 687 habitantes.
| Variação demográfica do município entre 1908 e 2011 |
|                                                     |

## História
No início o local era parcamente povoado. O primeiro estancieiro da região foi o imigrante calabrês Salvador Celiberti em 1870. Em 1890 doou parte do seu terreno para a criação do núcleo populacional e da estação de trens. Em 1899 se doa o terreno para a escola. Em agosto de 1936 tem-se reconhecido o local como "pueblo" (povoado) 

## Geografia
Achar se situa próxima das seguintes localidades: ao norte, Curtina, a noroeste, Tiatucurá (Departamento de Paysandú), ao sul, Cuchilla de Peralta e ao sudeste, San Gregorio de Polanco .

## Autoridades
A localidade é subordinada diretamente ao departamento de Tacuarembó, não sendo parte de nenhum município tacuaremboense.

## Religião
A localidade possui uma paróquia, "São José Operário", pertencente à Diocese de Tacuarembó

## Transporte
A localidade possui as seguintes rodovias:
- Ruta 43, que liga o cruzamento com a Ruta 5 (Departamento de Tacuarembó) com o cruzamento com a Ruta 6 (Departamento de Durazno). [9][10][11]